# Live 3 Concerts Inédits
Live 3 Concerts Inédits (Olympia 71 - Québec 75 - Prague 77) è un cofanetto video postumo della cantante italo-francese Dalida, pubblicato il 23 aprile 2012 da Universal Music France.
I tre DVD, pubblicati lo stesso giorno dell'integrale Les Diamants sont Éternels e del CD Depuis qu'elle est partie..., contengono le registrazioni audio/video, interamente restaurate e rimasterizzate, degli spettacoli tenuti da Dalida al teatro Olympia di Parigi il 23 novembre 1971, nella sala del "Grand théâtre" del Québec nel febbraio 1975 e al "Teatro Lucerna" di Praga il 18 dicembre 1977.
Sfortunatamente il tour di canto dell'Olympia 71 è incompleto poiché non si sono potute recuperare le registrazioni video di sei brani. Quindi, di questi, sono stati pubblicati gli audio live con delle immagini di Dalida in sostituzione al filmato.

## DVD 1 -Olympia 71
1. Images de la loge et des coulisses
2. Non
3. Hene ma tov
4. Les choses de l'amour
5. Darla dirladada (versione in francese)
6. Ils ont changé ma chanson
7. Une vie
8. Avec le temps
9. Mamy Blue (in italiano)
10. Ciao amore, ciao (versione in francese)

Titres audio illustrés avec des images de Dalida
1. Chanter les voix
2. Les anges noirs
3. Tout au plus
4. Toutes les femmes du monde
5. Le fermier
6. Deux colombes

## DVD 2 -Québec 75
1. Ne lui dis pas
2. Introduction
3. Non
4. Pour ne pas vivre seul
5. Hene ma tov
6. Ta femme
7. Les choses de l'amour
8. Ils ont changé ma chanson
9. Darla dirladada
10. Manuel
11. Mein lieber herr
12. Ciao amore, ciao
13. Paroles paroles (sestetto "virtuale" con Claude François, Mike Brant, Patrick Juvet, Ringo e Thierry Le Luron)
14. Il venait d'avoir 18 ans
15. Je suis malade
16. J'attendrai
17. Gigi l'amoroso

## DVD 3 -Prague 77
1. Il y a toujours une chanson
2. Pour ne pas vivre seul
3. Le petit bonheur
4. Un po' d'amore
5. Salma ya salama
6. Capitain sky
7. Les choses de l'amour
8. Darla dirladada
9. Ils ont changé ma chanson
10. Ciao amore, ciao
11. Les grilles de ma maison
12. Mamina
13. Le clefs de l'amour
14. La danza di Zorba
15. Que sont devenues les fleurs
16. Amoureuse de la vie
17. Pot-pourri
18. Il venait d'avoir 18 ans
19. Je suis malade
20. J'attendrai
21. Présentation des musiciens
22. Gigi l'amoroso